# Aloe forbesii
Aloe forbesii är en grästrädsväxtart som beskrevs av Isaac Bayley Balfour. Aloe forbesii ingår i släktet Aloe och familjen grästrädsväxter.
Artens utbredningsområde är Socotra. Inga underarter finns listade i Catalogue of Life.

## Bildgalleri

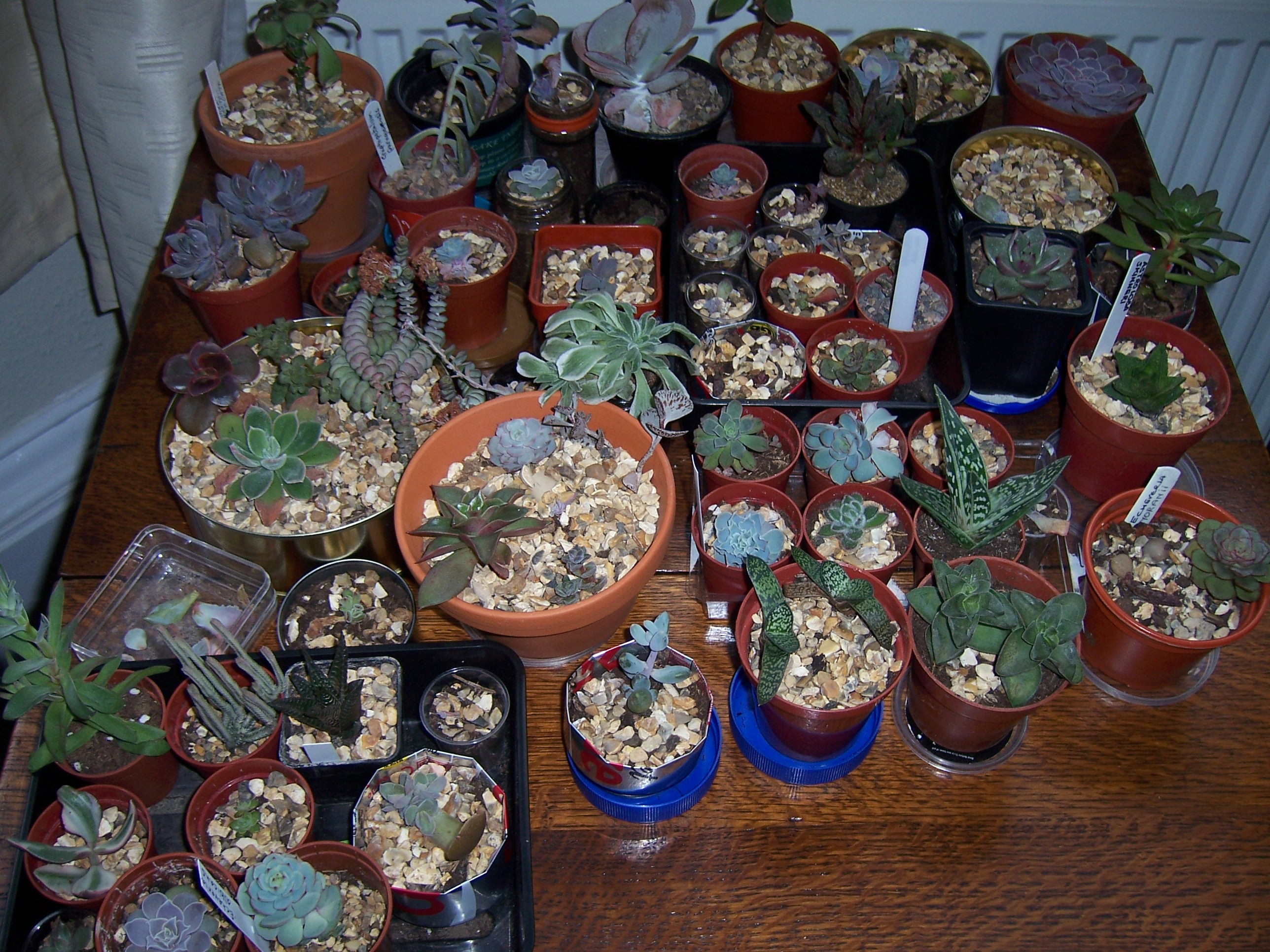
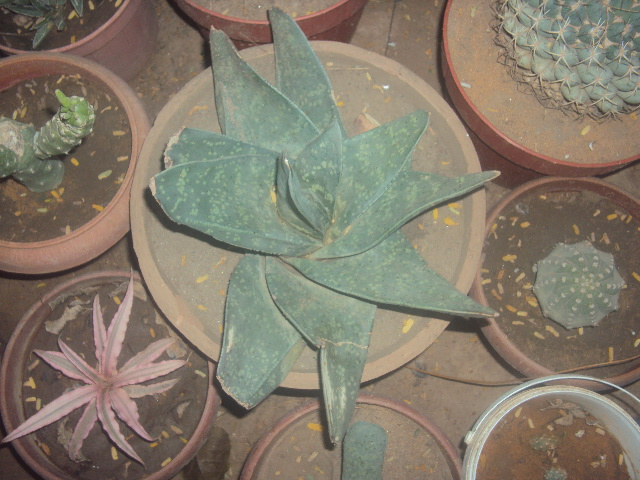
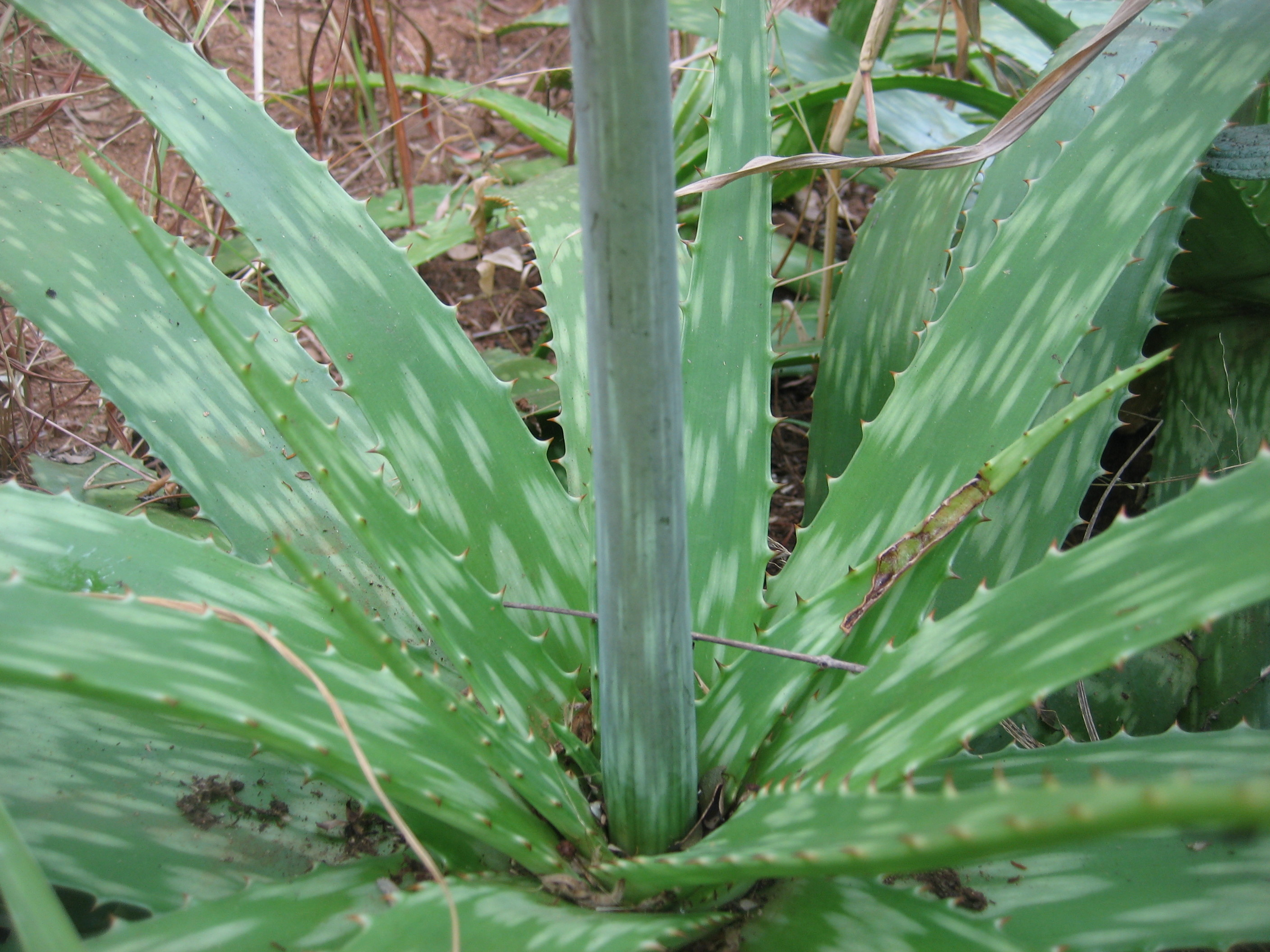
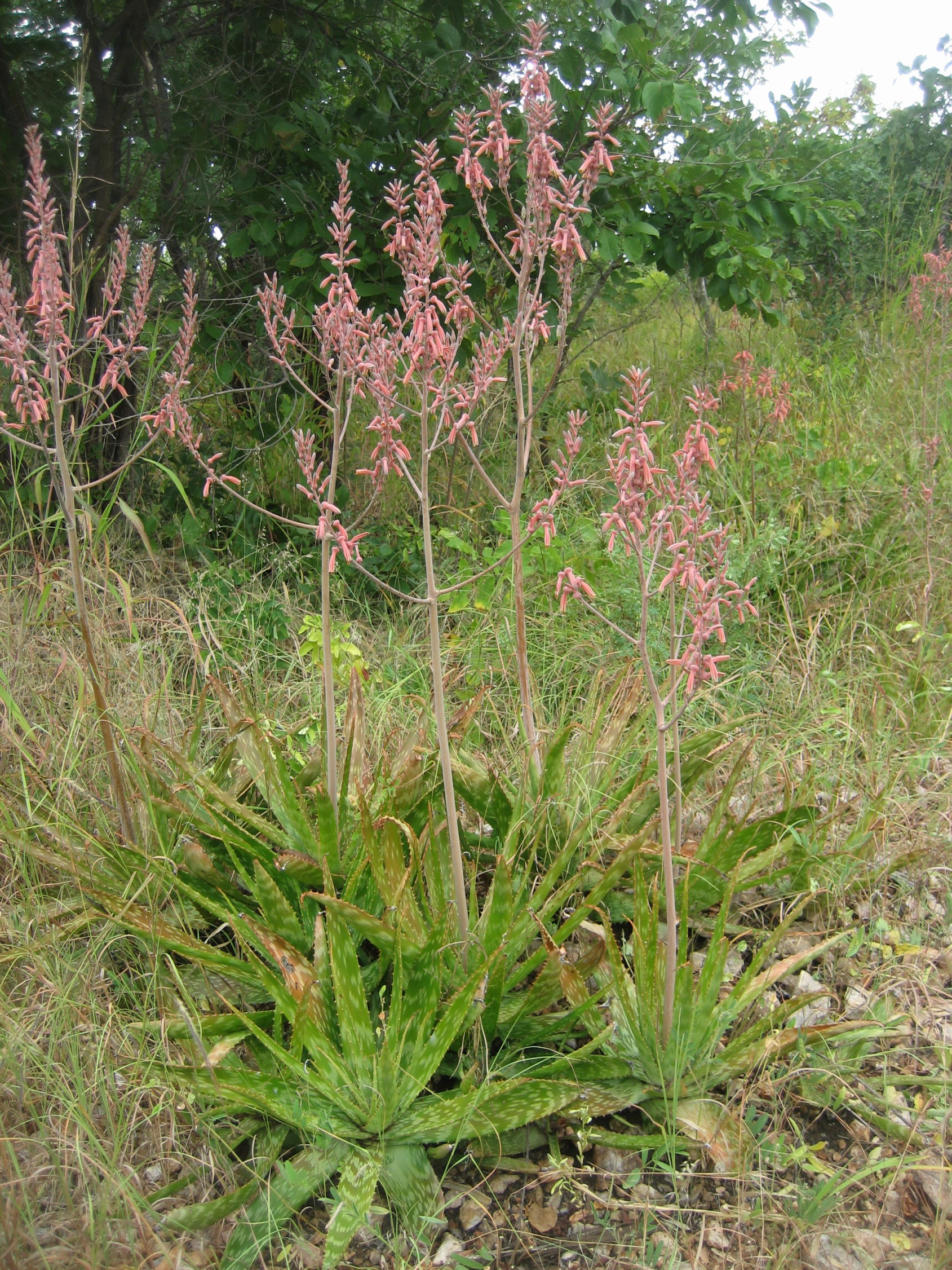